# 中田穣治
中田 穣治（なかた じょうじ、1951年 - ）は、日本の物理学者。
専門はナノ・マイクロ科学、ナノ構造物理、量子ビーム科学、ダイヤモンド半導体などのイオンビーム照射を利用したカーボン・シリコン系材料の高機能化に関する研究。神奈川大学理学部数理・物理学科教授。

## 経歴
1951年青森県生まれ。1990年東京大学理学博士。1996年7月-1999年3月日本電信電話株式会社 基礎研究所先端デバイス研究部1999年6月-2001年3月通産省電子技術総合研究所 客員研究員2001年4月-2002年3月独立行政法人産業技術総合研究所 客員研究員2003年4月 - 2015年3月神奈川大学理学研究科 （兼担）教授情報科学専攻専攻主任2012年4月- 2014年3月神奈川大学理学部 数理・物理学科学科主任。

## 研究
- 1989年10月NTT社長表彰 産業用超電導小型電子蓄積リング（小型SOR）開発
- 2018年7月「n-型ダイヤモンド半導体へのオーミック電極構造形成法の研究(1)」中田穣治、新井健、佐藤秀人、関裕平、内藤隆平、星野靖神奈川大学理学誌29 19-32

## 著作・文献
- 「半導体用語辞典」中田穣治 (担当:共著)日刊工業新聞社 1999年3月